# Байково (община Ново село)
 Тази статия е за селото в Северна Македония.  За селото в България вижте Байково.  
Байково (на македонска литературна норма: Бајково) е село в община Ново село на Северна Македония.

## География
Селото е разположено в южните склонове на Огражден на надморска височина от 345 метра.

## История
Името на селото е производно на личното име Байко. Селото се споменава в османски дефтер от 1519 година и в него има 39 християнски семейства, трима неженени и десет вдовици. В османски дефтер от 1570 година. През същата година в селото живеят 40 християнски домакинства.
През XIX век селото е чисто българско. В „Етнография на вилаетите Адрианопол, Монастир и Салоника“, издадена в Константинопол в 1878 година и отразяваща статистиката на населението от 1873, Байково (Baycovo) е посочено като село в Петричка каза с 40 домакинства, като жителите му са 155 българи. Според статистиката на Васил Кънчов („Македония. Етнография и статистика“) от 1900 г. селото е населявано от 200 жители, всички българи християни.
В началото на XX век цялото село е под върховенството на Българската екзархия. По данни на секретаря на екзархията Димитър Мишев („La Macédoine et sa Population Chrétienne“) през 1905 година в селото има 200 българи екзархисти.
В 1910 година е изградена църквата „Света Петка“. Манастирът „Св. св. Петър и Павел“ е изграден в 1943 година и обновен в 1986 година.
В 1953 година в селото живеят 229 македонци, а в 1961 година 283 македонци. В 1971 година жителите са 272, а в 1981 – 65. В края на 80-те години на XX век селото има около 30 къщи. През 70-те години жителите на селото се изселват в новооснованото Самоилово.
Според преброяването от 2002 година селото има 2 жители северномакедонци.
| Националност     | Всичко |
| северномакедонци | 2      |
| албанци          | 0      |
| турци            | 0      |
| роми             | 0      |
| власи            | 0      |
| сърби            | 0      |
| бошняци          | 0      |
| други            | 0      |

## Личности
Родени в Байково
- Илия Костадинов (1888 – 1933), български революционер, деец на ВМОРО и ВМРО
- Стоян Георгиев Бамкалов (? – 1923), български революционер, деец на ВМОРО и ВМРО

Починали в Байково
- Методи Георгиев Пазвантов, български военен деец, поручик, загинал през Втората световна война[8]